# Rejon kupiański (1923–2020)
Rejon kupiański – jednostka administracyjna wchodząca w skład obwodu charkowskiego Ukrainy.
Utworzony w 1923, ma powierzchnię 1280 km² i liczy 28 tysięcy mieszkańców. Siedzibą władz rejonowych jest Kupiańsk.
Na terenie rejonu znajduje się 19 silskich rad, liczących w sumie 65 wsi i 5 osad.

## Miejscowości
- Berestowe (Берестове)
- Biła (Біле)
- Błahodatiwka (Благодатівкa)
- Bołdyriwka (Болдирівкa)
- (Цибівкa)
- Hłuszkiwka (Глушківкa)
- (Голубівкa)
- Hrusziwka (Грушівкa)
- (Гусинкa)
- (Дорошівкa)
- (Єгорівкa)
- Chomyne (Хомине)
- (Іванівкa)
- (Ягідне)
- (Калинове)
- Kysliwka (Кислівкa)
- (Кіндрашівкa)
- (Ковалівкa)
- Kolisnykiwka (Колісниківкa)
- Kotlariwka (Котлярівкa)
- (Крохмальне)
- (Кругляківкa)
- Kupiańsk (Куп'янськ)
- Kuryliwka (Курилівкa)
- (Курочкине)
- Kuczeriwka (Кучерівкa)
- Lisna Stinka (Ліснa Стінкa)
- (Малa Шапківкa)
- (Миколаївкa)
- (Миколаївкa Другa)
- (Миколаївкa Першa)
- (Моначинівкa)
- (Московкa)
- Neczwołodiwka (Нечволодівкa)
- (Новa Тарасівкa)
- Nowoosynowe (Новоосинове)
- (Орлянкa)
- Osad´kiwka (Осадьківкa)
- Osynowo (Осиново)
- (Паламарівкa)
- Petropawliwka (Петропавлівкa)
- Piszczane (Піщане)
- (Піщане) (seliszcze)
- Podoły (Подоли)
- Pojduniwka (Пойдунівкa)
- (Прилютове)
- Prystin (Пристін)
- Prokopiwka (Прокопівкa)
- (Просянкa)
- (Радьківкa)
- Sadowe (Садове)
- (Самборівкa)
- (Селище)
- Seńków[1] (Сенькове)
- Seniok (Сеньок)
- Synycha (Синихa)
- Syńkiwka (Синьківкa)
- (Смородьківкa)
- Soboliwka (Соболівкa)
- (Степовa Новоселівкa)
- Stinka (Стінкa)
- Tabajiwka (Табаївкa)
- Tamarhaniwka (Тамарганівкa)
- (Тищенківкa)
- (Василівкa) (Грушівськa сільськa рада)
- (Василівкa) (Моначинівськa сільськa рада)
- (Великa Шапківкa)
- (Вишнівкa)
- (Вовчий Яр)
- (Воронцівка)
- (Затишне)